# M’nhum
M'nhum là bộ chiêng của người Gia Rai ở Việt Nam. Nó dùng để đánh khi uống rượu. Trong tiếng Gia Rai, "m'nhum" nghĩa là "uống rượu".
M'nhum gồm hai nhóm:
- Nhóm 1: gồm ba chiếc cồng có núm gọi là chiêng kđo, dùng để đánh đệm. Mỗi chiếc có kích cỡ riêng và có tên giống như bộ chiêng t'rum. Cái lớn nhất là ania, cái vừa là knah, còn cái nhỏ nhất là moong. Mỗi cái giữ một bè khi hòa tấu. Ania phát ra bè thấp gọi là bè ania, knah bè giữa là bè mđu và moong đi bè trên gọi là đi bè pớt.
- Nhóm 2: gồm sáu chiếc chinh gọi là knah khớc, dùng để chơi giai điệu, nhóm này có ba chiếc giữ vai trò chính và ba chiếc giữ vai trò phụ. Tên gọi và nhiệm vụ của 6 chiếc này tính từ chiếc lớn nhất đến chiếc nhỏ nhất như sau: 
  - Knah tuk chơi bè trầm của giai điệu (bè knah di), sử dụng nhịp nghịch phách với chiêng mđu của nhóm 1.
  - Knah hri chơi bè thứ hai của phân giai điệu (bè knah hliang), cùng độ cao của chiêng moong nhóm 1.
  - Knah hloong chơi bè trên của phân giai điệu (bè knah khớc).
  - Ba chiếc còn lại giữ vai trò phụ, không có tên riêng. Chúng đánh theo âm hình tiết tấu của knah khớc và knah hri và giữ nhiệm vụ hòa âm.

Nhìn chung người ta sử dụng bộ chiêng m'nhum trong các ngày hội lễ như lễ đâm trâu, lễ trao vòng, lễ mừng lúa mới và lễ cầu sức khỏe... Khi diễn tấu m'nhum họ thường dùng trống cái đệm theo.